# Churrascaria

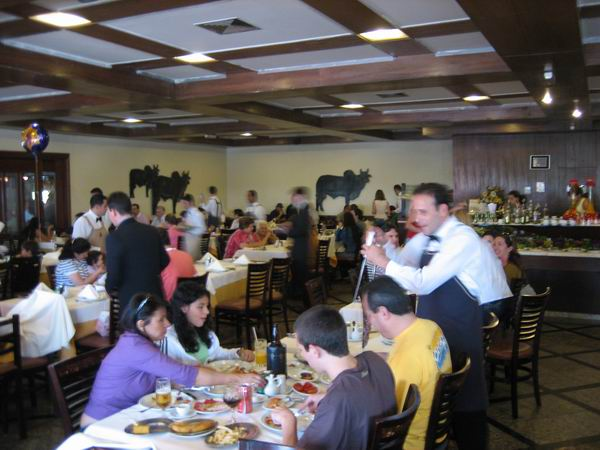
Churrascaria in São Paulo

Eine Churrascaria (portugiesisch [ʃuʁaskaˈɾiɐ]) ist ein traditionelles Restaurant aus Brasilien, in dem es vor allem gegrilltes Fleisch (Churrasco) gibt. In Deutschland werden diese Gaststätten meist Rodizio-Restaurant genannt. Rodizio stammt vom lateinischen Rota (Kreis, Kreislauf), im Sinne, dass die Spieße sich im ewigen Kreislauf vom Feuer zum Tisch und zurück befinden. Alle Beilagen werden als offenes Buffet bereitgestellt, an dem sich der Gast nach Wahl bedient. Das gebratene Fleisch wird frisch vom Grillspieß direkt am Tisch serviert. Die Servicekraft schneidet direkt am Tisch für den Gast mit einem sehr scharfen Messer eine gewünschte Anzahl von Fleischscheiben vom Spieß ab. In regelmäßigen Abständen bietet das Personal unterschiedliche Fleischsorten an.
Jeder Gast oder Tisch erhält eine Art persönliche „Fleisch-Ampel“ – oft in der Form eines Bierdeckels –, wobei die eine Seite rot, die andere grün ist. Ist die grüne Seite aufgedeckt, bieten die Servicekräfte weiterhin Fleisch an. Die rote Seite signalisiert vorübergehende Sättigung. Churrascarias sind sehr personalintensiv, da zahlreiche Servicekräfte mit Fleischspießen zwischen den Gästen und der Küche ständig pendeln.